# Max Claudet
Pour les articles homonymes, voir Claudet.
Max Claudet, né le 18 août 1840 à Fécamp (Seine-Maritime) et mort le 28 mai 1893 à Salins-les-Bains (Jura), est un sculpteur et céramiste français, actif à Salins-les-Bains.

## Biographie

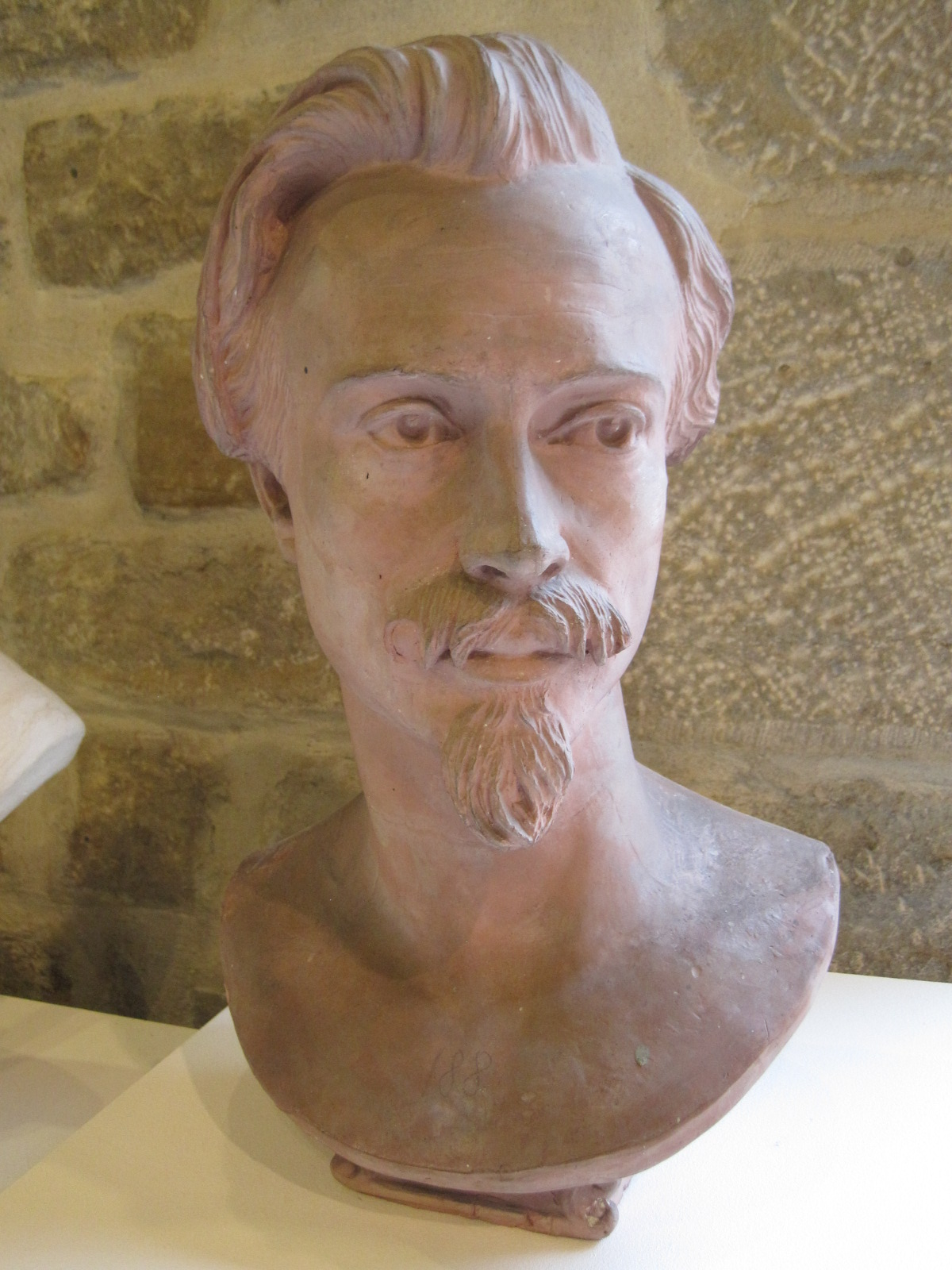
Jean-Joseph Perraud (1875), buste en plâtre, musée des beaux-arts de Lons-le-Saunier.

Max Claudet naît le 18 août 1840 à Fécamp (Seine-Maritime) où son père est employé des douanes. Sa mère meurt en 1842 : il a alors deux ans et son père décide leur retour à Salins près de sa famille jurassienne. Max Claudet est élevé dans une grande liberté par son père veuf et choisit de devenir sculpteur.
Il suit d'abord les cours de l'École des beaux-arts de Dijon puis, en 1858, ceux de l'École des beaux-arts de Paris où il étudie la sculpture dans l'atelier de François Jouffroy. Malade, il interrompt ses études et rentre à Salins.
Il y installe son atelier et sculpte ses premières œuvres plutôt académiques avant de se lier avec l'homme de lettres et journaliste Max Buchon, salinois lui aussi, qui le fait connaître et oriente son travail vers une veine plus réaliste comme avec le Vigneron taillant un échalas ou Le Porteur de vendange commencé en 1862. Max Buchon lui fait aussi rencontrer le célèbre peintre d'Ornans Gustave Courbet (il lui rend visite en 1864 et le reçoit plusieurs semaines quand Courbet vient peindre la source du Lison en 1866) et le sculpteur jurassien Joseph Perraud dont il devient l'ami et auprès duquel il complète sa formation.

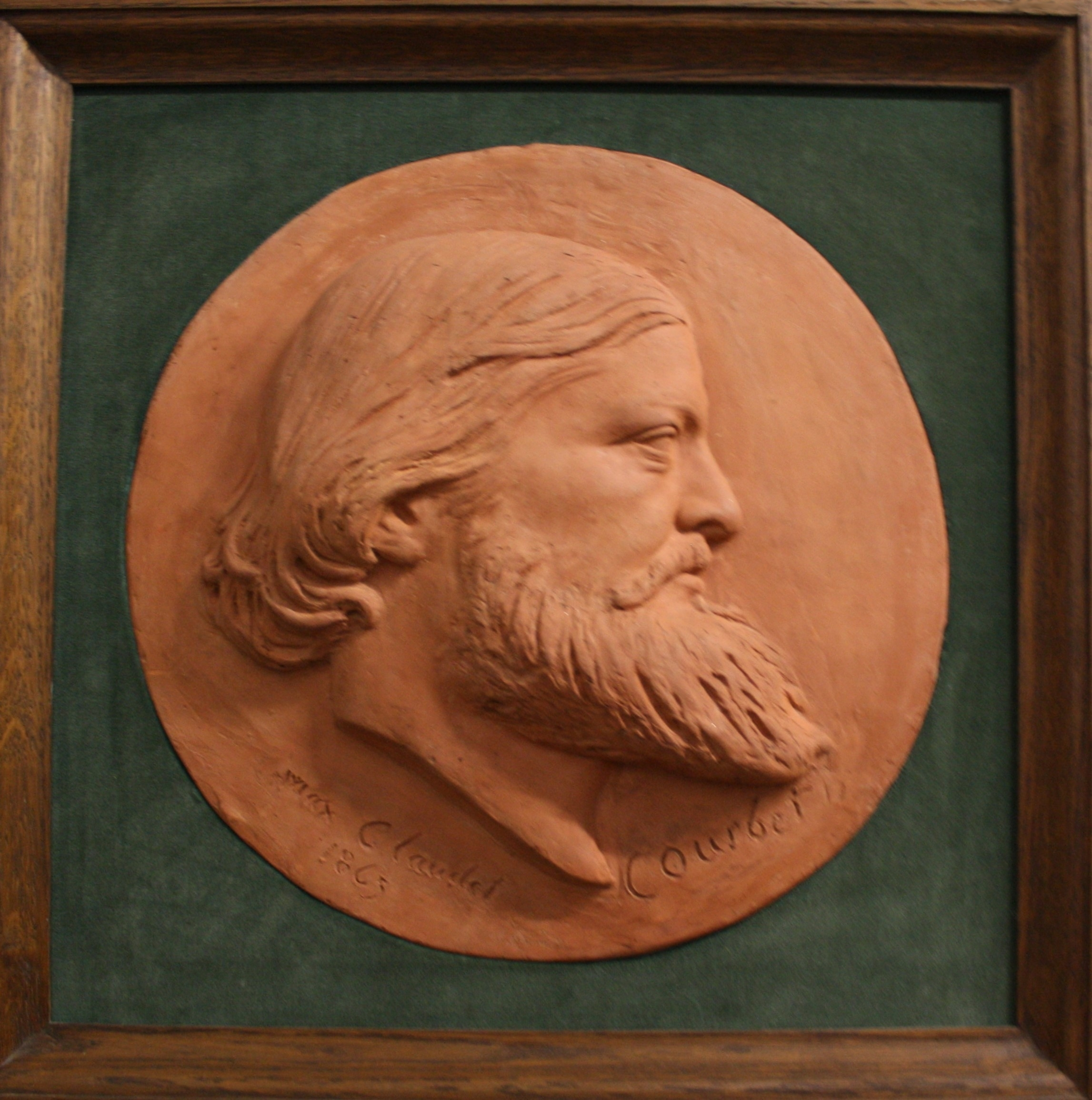
Gustave Courbet (1863), médaillon de terre cuite, Ornans, musée Courbet.

Il expose régulièrement au Salon de Paris à partir de 1864 (par exemple Robespierre mourant en 1872, exemplaire en plâtre au musée de Poligny) et devient peu à peu une figure artistique de la région. Il se lie avec des personnalités franc-comtoises comme Louis Pasteur, qui sera le parrain de son fils Georges et dont Max Claudet réalisera plusieurs représentations (médaillon de terre cuite, plat céramique dit Plat Louis Pasteur).
Durant la Guerre de 1870, Max Claudet s'engage dans la garde mobile pour défendre sa ville et participe aux combats de Salins en janvier 1871. Affecté au fort Belin, il reçut le grade de  maréchal des logis d'artillerie et son comportement valeureux lui valut la médaille militaire.
Après la guerre, il est chargé par la municipalité de la conception du Monument aux morts de la ville : il réalise une stèle agrémentée d'une statue de putto en fonte de fer tournée vers l'inscription « Patrie » et soutenant la tête monumentale d'une femme couronnée portant le blason de la ville.
Sa femme, Julie Besson qu'il épouse en 1879, l'initie à la céramique par ses contacts avec les ateliers de faïence installés à Salins depuis 1857. Il met au point ses propres techniques en travaillant avec la faïencerie de  Nans-sous-Sainte-Anne et crée alors de nombreuses pièces émaillées (plats, plaques émaillées, objets décoratifs, vases) qui lui valent le qualificatif de « Palissy comtois ». Son œuvre s'inscrit d'ailleurs dans le courant néo-palissyste de la seconde moitié du XIXe siècle.
Max Claudet poursuit parallèlement son activité de sculpteur classique (Robespierre mourant, David, Jeune Homme jouant avec un oiseau) ou d'inspiration plus réaliste et populaire (Le Vigneron, La Tricoteuse) et sculpte les bustes de personnalités locales. Il crée aussi de nombreux médaillons de terre cuite avec les portraits de Gustave Courbet ou de Louis Pasteur ou de petites statuettes en bronze, en pierre ou en terre cuite.
Artiste aux talents multiples, il peint aussi des aquarelles et publie de petits ouvrages comme Souvenirs - Gustave Courbet en 1878, une brochure dans laquelle il évoque Gustave Courbet peignant la source du Lison, ou l'hommage à son ami le sculpteur lédonien Joseph Perraud en 1877, ou encore Salins et ses environs en 1884.
Max Claudet meurt à Salins des suites d'une bronchite le 28 mai 1893.
On retrouve ses œuvres dans les collections publiques jurassiennes (Lons-le-Saunier, Poligny, Dole, Arbois) mais surtout à Salins-les-Bains où un petit musée porte son nom.

## Œuvres

### Œuvres dans les collections publiques

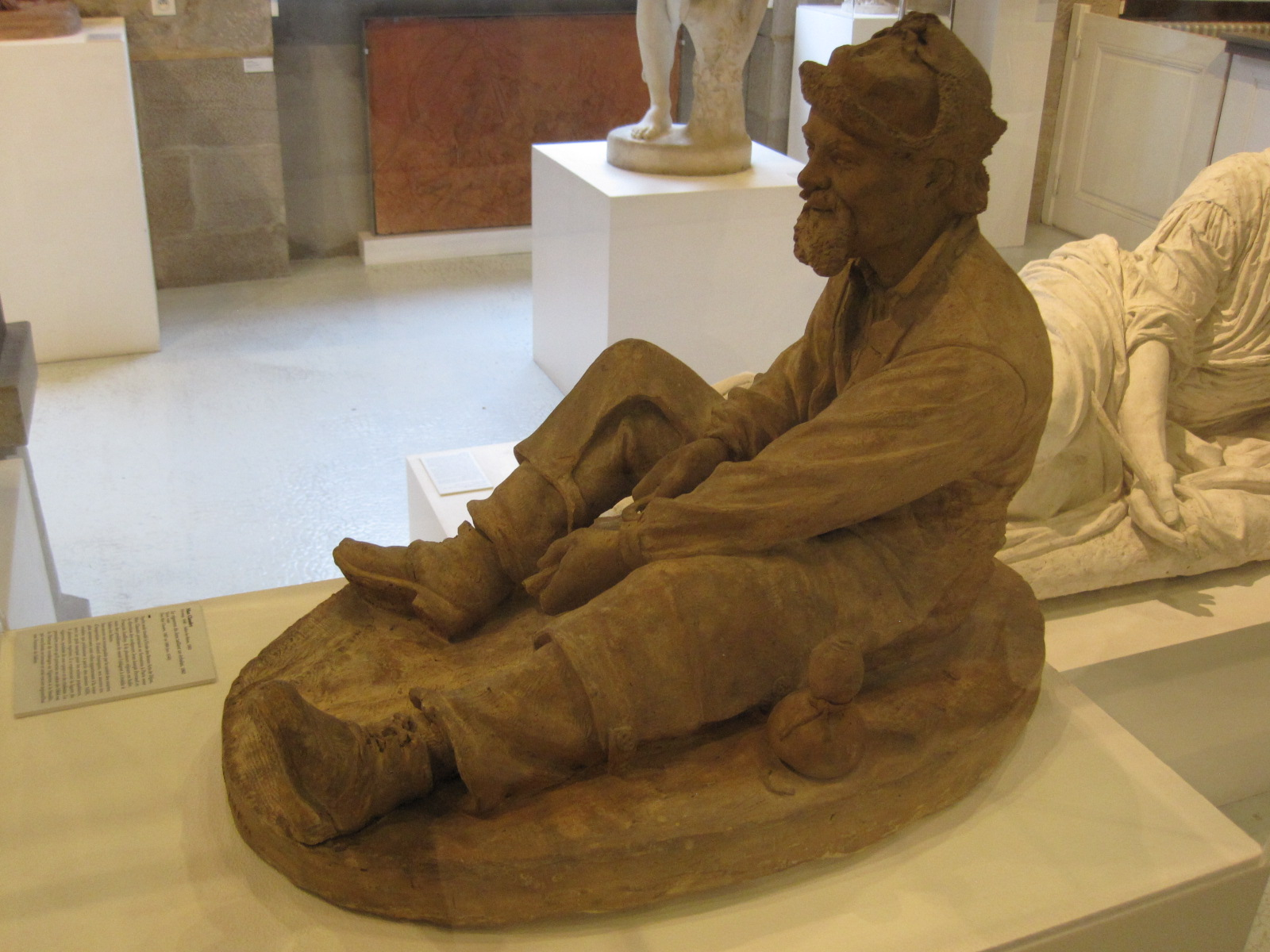
Le Vigneron du Jura taillant un échalas (1862), terre cuite, musée des beaux-arts de Lons-le-Saunier.

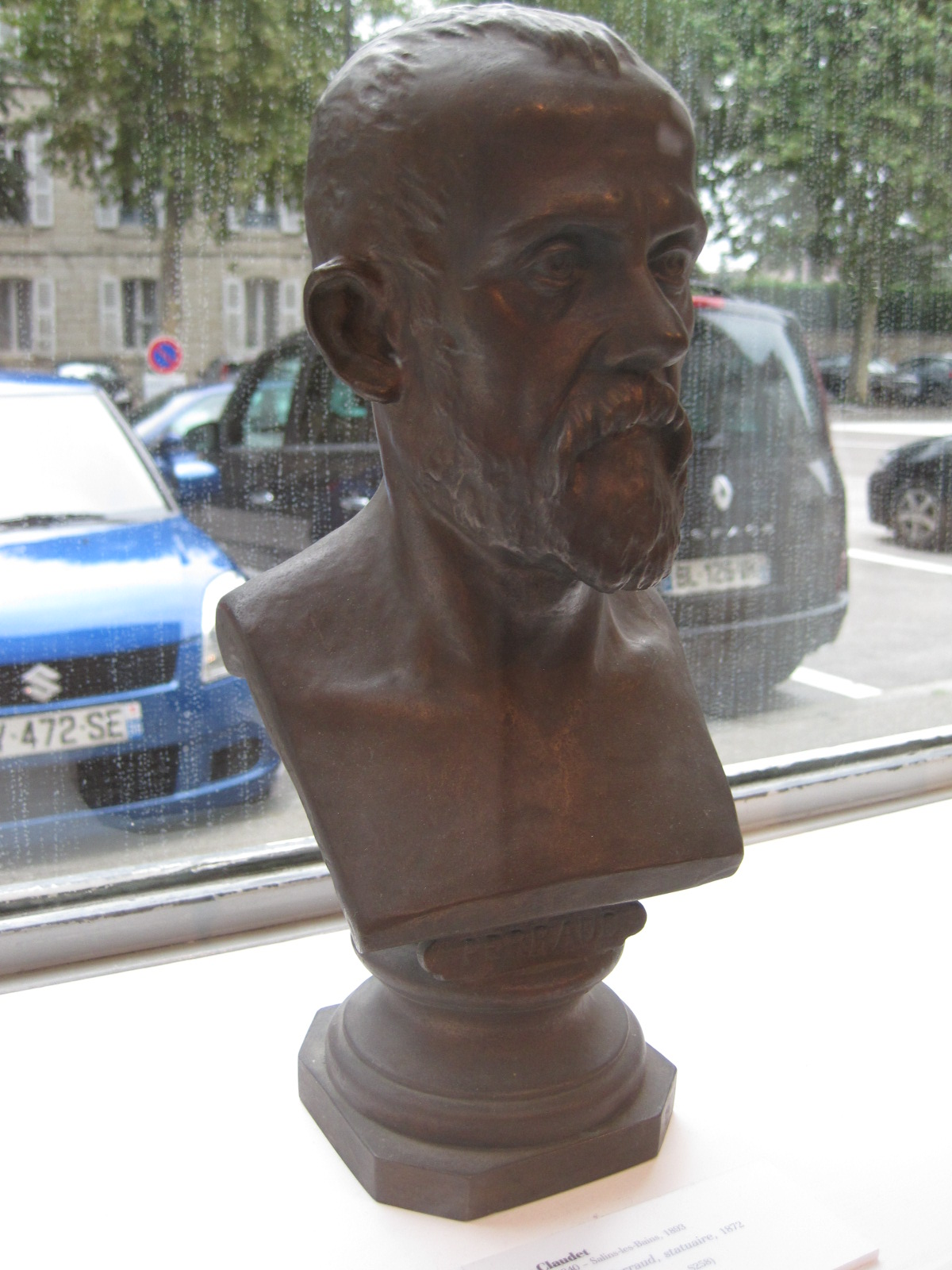
Jean-Joseph Perraud (1872), buste en bronze, musée des beaux-arts de Lons-le-Saunier.

- Chalon-sur-Saône, musée Vivant Denon :
  - L'enfant à la coquille, 1871, plâtre signé et daté.
- Lons-le-Saunier :
  - Monument à Jean-Joseph Perraud, 1880, envoyé à la fonte en 1941 dans le cadre de la mobilisation des métaux non ferreux et remplacé par le buste actuel en pierre.
  - musée des beaux-arts :
    - Jean-Joseph Perraud, 1872, buste en bronze ;
    - Jean-Joseph Perraud, 1875, buste en plâtre ;
    - Robespierre mourant, Salon de 1872, l’œuvre en marbre est acquise par le et des réductions en plâtre sont commercialisées : un exemplaire se trouve au musée de Poligny) ;
    - Le Vigneron du Jura taillant un échalas, 1862, statuette en terre cuite ;
    - Max Buchon, buste ;
    - Charles Magnin, buste ;
    - Louis Pasteur, médaillon en terre cuite.
    - Brichard et Fouleux, buste des officiers commandant la défense de Salins en 1871.
- Ornans, musée Courbet : Gustave Courbet, 1863, médaillon de terre cuite.
- Salins-les-Bains, musée Max Claudet.

### Céramique
Ces œuvres colorées traitent de sujets divers comme les traditions populaires (Le Tirage des Rois, La Vouivre), des scènes quotidiennes (La Cueilleuse de fleurs, Vieille Femme au panier, Le Pêcheur d'écrevisses, Grand-mère mouchant un enfant, Les Gaudes), des scènes héroïques (David vainqueur, Aristée pleurant ses abeilles, Orphée, Dante aux Enfers, Notre-Dame-Libératrice de Salins en 1889) ou des hommages aux grands hommes (Louis Pasteur, Rouget de Lisle, Napoléon à Sainte-Hélène, 1888, Lacuzon, amour sacré de la patrie au musée de Dole)
La naissance de son fils Georges en 1882 renouvelle aussi son inspiration (Georges Claudet, Angelots, illustrations diverses : La Mère Michel, Arlequin, Colombine, Le Cabinet noir) comme ses voyages en Espagne et en Algérie en 1889 et 1891 (Don Quichotte, Femmes d'Alger, Ruelles de la Casbah,Chameaux). Il exploite aussi la satire en caricaturant les juges et les procureurs, mais aussi la bigoterie (Lourdes-Frontenay et sa grotte mariale) ou encore Bou-Bou (?) caricaturé en singe.
On retrouve ses œuvres dans les musées jurassiens (Dole, Lons-le-Saunier, Poligny, Arbois) mais surtout à Salins-les-Bains au musée Max Claudet.